# Ophioglossum loureirianum
Ophioglossum loureirianum är en låsbräkenväxtart som beskrevs av Presl. Ophioglossum loureirianum ingår i släktet ormtungor, och familjen låsbräkenväxter. Inga underarter finns listade i Catalogue of Life.